# Hiệp hội bóng đá Sierra Leone
Hiệp hội bóng đá Sierra Leone (tiếng Anh: Sierra Leone Football Association, SLFA) là cơ quan quản lý bóng đá ở Sierra Leone. Hiệp hội được thành lập vào năm 1960 (hiệp hội hiện tại), và gia nhập FIFA vào cùng năm. Hiệp hội tổ chức và điều hành các giải vô địch quốc gia, bao gồm Giải bóng đá Ngoại hạng Sierra Leone, Cúp FA Sierra Leone, và các đội tuyển bóng đá quốc gia, bao gồm đội U-17, U-20, U-23, và đội tuyển quốc gia. Hiệp hội bóng đá Sierra Leone được thành lập gồm các thành viên ủy ban điều hành được bầu, dẫn đầu bởi một chủ tịch, hiện đang là Isha Johansen, người được bầu vào tháng 8 năm 2013.